# Шри Ланка на Светском првенству у атлетици на отвореном 2013.
Шри Ланка је учествовала на Светском првенству у атлетици на отвореном 2013. одржаном у Москви од 10. до 18. августа дванаести пут. Репрезентацију Шри Ланке је представљало 8 такмичара (6 мушкараца и 2 жене) који су такмичили у три дисциплине..
На овом првенству Шри Ланка није освојила ниједну медаљу нити је остварен неки рекорд. 

## Учесници
| Мушкарци: - Priyashantha Dulan — 4 × 400 м - Dilhan Aloka — 4 × 400 м - Chanaka Kalawala — 4 × 400 м - Kasun Kalhar Seneviratne — 4 × 400 м - Madduma Silva — 4 × 400 м - Y.G.A.M. Gunarathne — 4 × 400 м | Жене: - Christine Sonali Merrill — 400 м препоне - Nadeeka L. Babaranda Liyanage — Бацање копља |  |

## Резултати

### Мушкарци
| Атлетичар | Дисциплина | Лични рекорд | Квалификације | Квалификације | Полуфинале | Полуфинале | Финале                | Финале  | Детаљи |
| Атлетичар | Дисциплина | Лични рекорд | Резултат      | Место         | Резултат   | Место      | Резултат              | Место   | Детаљи |
| --- | ---------- | ------------ | ------------- | ------------- | ---------- | ---------- | --------------------- | ------- | ------ |
| Priyashantha Dulan Dilhan Aloka Chanaka Kalawala Kasun Kalhar Seneviratne Madduma Silva* Y.G.A.M. Gunarathne* | 4 х 400 м  | 3:02,71 НР   | 3:06,59       | 8. у гр. 2    |            |            | Нису се квалификовали | 24 / 24 |        |

- Атлетичари означени звездицом били су резерве у штафети у квалификацијама

### Жене
| Атлетичарка                   | Дисциплина    | Лични рекорд | Квалификације                    | Квалификације                    | Полуфинале            | Полуфинале            | Финале                | Финале                | Детаљи |
| Атлетичарка                   | Дисциплина    | Лични рекорд | Резултат                         | Место                            | Резултат              | Место                 | Резултат              | Место                 | Детаљи |
| ----------------------------- | ------------- | ------------ | -------------------------------- | -------------------------------- | --------------------- | --------------------- | --------------------- | --------------------- | ------ |
| Christine Sonali Merrill      | 400 м препоне | 56,45 НР     | дисквалификована по чл. 168.7(а) | дисквалификована по чл. 168.7(а) | Није се квалификовала | Није се квалификовала | Није се квалификовала | Није се квалификовала |        |
| Nadeeka L. Babaranda Liyanage | Бацање копља  | 60,64 НР     | 60,39 кв                         | 7. у гр. Б                       |                       |                       | 58,16                 | 12 / 27               |        |